# Travunia troglodytes
Espèce
Synonymes
- Absolonia troglodytes Roewer, 1915
- Travunia anophthalma Absolon, 1920

Travunia troglodytes est une espèce d'opilions laniatores de la famille des Travuniidae.

## Distribution
Cette espèce se rencontre dans des grottes dans sud de la Croatie et de la Bosnie-Herzégovine,,.

## Description
L'holotype mesure 1,5 mm.

## Systématique et taxinomie
Cette espèce a été décrite sous le protonyme Absolonia troglodytes par Roewer en 1915. Elle est placée dans le genre Abasola par Strand en 1928 puis dans le genre Travunia par Absolon et Kratochvíl en 1932.
Travunia anophthalma a été placée en synonymie par Kury et Mendes en 2007.

## Publication originale
- Roewer, 1915 : « 106 neue Opilioniden. » Archiv für Naturgeschichte, vol. 81, no 3, p. 1–152 (texte intégral).